# François-Erdmann de Saxe-Lauenbourg
François-Erdmann est un prince de la maison d'Ascanie né le 25 février 1629 à Theusing et mort le 30 juillet 1666 à Schwarzenbek. Il règne sur le duché de Saxe-Lauenbourg de 1665 à sa mort.

## Biographie
Fils du duc Jules-Henri et de sa deuxième femme Élisabeth-Sophie de Brandenbourg, il épouse en 1654 sa cousine Sibylle-Hedwige de Saxe-Lauenbourg, fille du duc Auguste, le demi-frère aîné et prédécesseur de Jules-Henri. Ils n'ont pas d'enfants.
François-Erdmann succède à son père à la tête du duché de Saxe-Lauenbourg à sa mort, mais il meurt à son tour moins d'un an plus tard. Son demi-frère cadet Jules-François.